# Cluster-Wohnung
Eine Cluster-Wohnung ist ein Wohnungstyp. Mehrere private Wohneinheiten (Satellitenwohnungen) mit Bad gruppieren sich um Gemeinschaftsräume, „die unmittelbar an die Wohneinheiten anschließen und zugleich der inneren Erschließung dienen“. So sollen sowohl private Rückzugsräume als auch Flächen zur offenen gemeinschaftlichen Nutzung angeboten werden.

## Aufbau und Umsetzung
Cluster-Wohnen ist vergleichbar mit der Wohnform eines kleinen Wohnheims oder einer Gruppe von Mikroappartements, deren Erschließungsflure und Räumlichkeiten wie Wohnzimmer und Hobbyräume als Gemeinschaftsflächen ausgelegt sind. Küchen befinden sich entweder in den Wohnungen oder in den Gemeinschaftsräumen. Es können auch (kleinere) private Küchen und Gemeinschaftsküchen zugleich vorgesehen werden, was jedoch die Energie- und Ressourceneffizienz des Ansatzes abschwächt. Zusammengehörige Cluster-Wohnungen bilden in der Regel eine 150 bis 800 Quadratmeter große Einheit, die auch als Cluster-Wohngemeinschaft bezeichnet werden kann.
Cluster-Wohnungen werden meistens von Wohngenossenschaften realisiert, teils aber auch durch kommunale oder gemeinnützige Träger oder privatwirtschaftliche Investoren. Cluster-Wohngemeinschaften gelten als ein Beitrag dazu, den demographischen und sozialen Veränderungen der modernen Gesellschaft zu begegnen.
Genossenschaftliche Projekte mit Wohnungs-Clustern sind das „Spreefeld“ (2014) in Berlin, wagnisART (2016) in München und in Zürich „Kraftwerk1 – Heizenholz“ (2012), „Kalkbreite“ (2014) und die sogenannten Satellitenwohnungen im Hunziker-Areal (2015).

## Vorteile
Im Gegenzug zu funktionalen Wohngemeinschaften mit kollektiv genutzten Räumen oder historischen Kommunalkas, sind in Cluster-Wohnungen nur ausgewiesene Gemeinschaftsflächen für eine geteilte Nutzung vorgesehen, was in vielen Fällen das Bedürfnis nach Privatsphäre ausreichend befriedigt. Dabei ist das Konzept durch die Kombination von Privaträumen und geteilten Flächen dennoch flächeneffizienter als ein herkömmliches Mehrparteienhaus.
Durch vielfach verschieden groß geplanten Privaträume können Wohnungstausche und Mehrbedarfe durch Familiengründung innerhalb einer Wohneinheit oder eines Gebäudes leichter ermöglicht werden, was den Verbleib über mehrere Lebensphasen hinweg ermöglichen und Lock-in-Effekten auf dem Wohnungsmarkt vorbeugen kann. Damit ist Cluster-Wohnen auch für Mehrgenerationenwohnen besonders geeignet und kann altersbedingten Einschränkungen und ihren Symptomen wie Vereinsamung und erschwerter Pflege vorbeugen.

## Förderung
Maßnahmen zur Wohnungsbau-Förderung können oft nicht auf Cluster-Wohnungen angewendet werden. Michael Prytula (FH Potsdam):
„Gerade in Deutschland besteht hierbei […] das Problem der Finanzierung, da wir überwiegend Objektförderung haben. Im Rahmen der sozialen Wohnraumförderung ist der Bau von Sozialwohnungen jedoch nur dann möglich, wenn es sich um abgeschlossene Wohnräume handelt. Das ist aber nicht das Prinzip der Cluster-Wohnungen und damit wird es schwierig, auf diesem Wege Cluster-Wohnungen als Sozialwohnungen zu realisieren.“
In der Schweiz hingegen passen viele Förderungsmöglichkeiten auch auf Cluster-Wohnungen.